# 8855 Miwa
8855 Miwa este un asteroid din centura principală de asteroizi.

## Descriere
8855 Miwa este un asteroid din centura principală de asteroizi. A fost descoperit pe 3 mai 1991 la Kiyosato de Satoru Ōtomo și Osamu Muramatsu. Asteroidul prezintă o orbită caracterizată de o semiaxă mare de 2,28 ua, o excentricitate de 0,17 și o înclinație de 5,5° în raport cu ecliptica.